# 塔博 (密蘇里州)
塔博（英語：Tabeau）是位於美國密蘇里州拉法葉縣的非建制地區。

## 歷史
塔博的郵局於1847年設立，其後於1899年停運。

## 地理
塔博所處的海拔為高於海平面208米（即682英呎），而該地所採用的時區為UTC-6，即北美中部時區（CST）。同時該地設有夏令時間，為UTC-6調快一小時，即UTC-5（CDT）。